# Amore & Vita
La Amore & Vita è una squadra maschile italiana di ciclismo su strada. Attiva come formazione professionistica/Elite dal 1989, dal 2005 al 2021 ha avuto licenza di UCI Continental Team.

## Storia
La squadra viene creata nel 1989 con il nome Polli-Mobiexport. Il fondatore della squadra fu Ivano Fanini, che insieme a suo padre Lorenzo e ai suoi fratelli, nel passato aveva già gestito squadre giovanili e amatoriali, tra cui il G.S. Fanini, ma anche formazioni professionistiche: la Fanini-Wührer di Franco Chioccioli nel 1984, la Murella-Fanini e la Remac-Fanini di Pierino Gavazzi nel 1986, poi divenuta Fanini-Seven Up, infine la Pepsi Cola-FNT-Fanini nel 1988.
Il nome della squadra, Amore & Vita, deriva dalla posizione di Fanini sull'aborto: infatti durante la presentazione e la benedizione della squadra nella Città del Vaticano da parte di Papa Giovanni Paolo II nel 1989, decise di far conoscere il suo pensiero sull'aborto. Nei primi anni la squadra ebbe così lo slogan "NO ALL'ABORTO" scritto sulle maglie. La squadra era vicina al movimento cattolico Comunione e Liberazione e al partito politico Forza Italia. Il ruolo di Presidente onorario fu affidato al Presidente della Regione Lombardia Roberto Formigoni; inoltre nel biennio 1997-1998 il team ebbe come secondo nome "ForzArcore".
Nel corso della sua storia la squadra ha collezionato numerose vittorie, specialmente nel corso degli anni 1990: spiccano i quattro successi di tappa ottenuti al Giro d'Italia tra il 1996 e il 1998, e il titolo italiano 1997 a cronometro.
Dal 2022 è attiva come formazione Elite/Under-23 affiliata in Stati Uniti come club con la denominazione di Team Amore & Vita-Kibag-Obor; la rosa della nuova squadra è composta da nove atleti, diretti da Cristian Fanini.

## Cronistoria

### Annuario
| Anno | Codice | Nome                                          | Cat.  | Biciclette      | Dirigenza |
| ---- | ------ | --------------------------------------------- | ----- | --------------- | --- |
| 1989 | PMO    | Polli-Mobiexpert                              | Pro   | Fanini          | Dir. sportivi: Mauro Battaglini, Giorgio Vannucci                                                                                              |
| 1990 | AMO    | Amore & Vita-Fanini                           | Pro   | Alan            | Dir. sportivi: Ivano Fanini, Giuseppe Lanzoni, Giorgio Vannucci                                                                                |
| 1991 | AMO    | Amore & Vita-Fanini                           | Pro   | Alan            | Dir. sportivi: Ivano Fanini, Giuseppe Lanzoni, Giorgio Vannucci                                                                                |
| 1992 | AMO    | Amore & Vita-Fanini                           | Pro   | Alan            | Dir. sportivi: Ivano Fanini, Giuseppe Lanzoni, Giorgio Vannucci                                                                                |
| 1993 | AMO    | Amore & Vita-Galatron                         | Pro   | Alan            | Dir. sportivi: Ivano Fanini, Giuseppe Lanzoni, Giorgio Vannucci                                                                                |
| 1994 | AMO    | Amore & Vita-Galatron                         |       | Alan            | Dir. sportivi: Ivano Fanini, Gianluigi Barsotelli, Giuseppe Lanzoni, Franco Pica                                                               |
| 1995 | AMO    | Amore & Vita-Galatron                         |       | Alan            | Manager: Ivano Fanini Dir. sportivi: Giuseppe Lanzoni, Gianluigi Barsotelli, Franco Pica                                                       |
| 1996 | AMO    | Amore & Vita-Galatron                         | GSII  | -               | Manager: Ivano Fanini Dir. sportivi: Giuseppe Lanzoni, Gianluigi Barsotelli, John Eustice                                                      |
| 1997 | AMO    | Amore & Vita-Forzarcore                       | GSII  | RCB             | Manager: Ivano Fanini Dir. sportivi: Giuseppe Lanzoni, Gianluigi Barsotelli, Marcello Bartalini                                                |
| 1998 | AMO    | Amore & Vita-Forzarcore                       | GSII  | Fausto Coppi    | Manager: Ivano Fanini Dir. sportivi: Giuseppe Lanzoni, Gianluigi Barsotelli, Sandro Lerici, Roberto Pelliconi                                  |
| 1999 | AMO    | Amore & Vita-Giubileo 2000-Beretta            | GSII  | RCB             | Manager: Ivano Fanini Dir. sportivi: Lorenzo Fanini, Pierino Angelini, Gianluigi Barsotelli, Giuseppe Lanzoni, Roberto Pelliconi               |
| 2000 | AMO    | Amore & Vita-Giubileo 2000-Beretta            | GSII  | -               | Manager: Ivano Fanini Dir. sportivi: Lorenzo Fanini, Pierino Angelini, Gianluigi Barsotelli, Giuseppe Lanzoni, Roberto Pelliconi               |
| 2001 | AMO    | Amore & Vita-Beretta                          | GSII  | SAB             | Manager: Ivano Fanini Dir. sportivi: Lorenzo Fanini, Giuseppe Lanzoni, Roberto Pelliconi                                                       |
| 2002 | AMO    | Amore & Vita-Beretta                          | GSII  | SAB             | Manager: Ivano Fanini Dir. sportivi: Giuseppe Lanzoni, Roberto Pelliconi                                                                       |
| 2003 | AMO    | Amore & Vita-Beretta                          | GSIII | SAB             | Manager: Ivano Fanini Dir. sportivi: Lorenzo Fanini, Maurizio Giorgini, Roberto Pelliconi                                                      |
| 2004 | AMO    | Amore & Vita-Beretta                          | GSIII | SAB             | Manager: Ivano Fanini Dir. sportivi: Lorenzo Fanini, Maurizio Giorgini, Roberto Pelliconi                                                      |
| 2005 | AMO    | Amore & Vita-Beretta-Polska                   | CT    | NSR             | Manager: Ivano Fanini Dir. sportivi: Cristian Fanini, Idalgo Ghetti, Maurizio Giorgini, Roberto Pelliconi                                      |
| 2006 | AMO    | Amore & Vita-McDonald's                       | CT    | NSR             | Manager: Ivano Fanini Dir. sportivi: Cristian Fanini, Pierino Gavazzi, Idalgo Ghetti, Maurizio Giorgini, Roberto Pelliconi                     |
| 2007 | AMO    | Amore & Vita-McDonald's                       | CT    | NSR             | Manager: Ivano Fanini Dir. sportivi: Cristian Fanini, Pierino Gavazzi, Idalgo Ghetti, Maurizio Giorgini, Simone Leporatti, Roberto Pelliconi   |
| 2008 | AMO    | Amore & Vita-McDonald's                       | CT    | Vitesse         | Manager: Ivano Fanini Dir. sportivi: Cristian Fanini, Pierino Gavazzi, Maurizio Giorgini, Simone Leporatti                                     |
| 2009 | AMO    | Amore & Vita-McDonald's                       | CT    | Velo Vie        | Manager: Ivano Fanini Dir. sportivi: Cristian Fanini, Pierino Gavazzi, Roberto Gaggioli, Maurizio Giorgini, Simone Leporatti                   |
| 2010 | AMO    | Amore & Vita-Conad                            | CT    | Dynatek         | Manager: Ivano Fanini Dir. sportivi: Cristian Fanini, Roberto Gaggioli, Maurizio Giorgini, Simone Leporatti                                    |
| 2011 | AMO    | Amore & Vita                                  | CT    | Dynatek         | Manager: Ivano Fanini Dir. sportivi: Cristian Fanini, Njal Englok, Roberto Gaggioli, Pierino Gavazzi, Maurizio Giorgini, Fausto Terreni        |
| 2012 | AMO    | Amore & Vita                                  | CT    | Bottecchia      | Manager: Ivano Fanini Dir. sportivi: Pierino Gavazzi, Maurizio Giorgini, Fausto Terreni, Manuel Fanini                                         |
| 2013 | AMO    | Amore & Vita                                  | CT    | Argon 18        | Manager: Cristian Fanini Dir. sportivi: Phillip Cortes, Maurizio Giorgini, Fausto Terreni, Ori Zur                                             |
| 2014 | AMO    | Amore & Vita-Selle SMP                        | CT    | MCipollini      | Manager: Cristian Fanini Dir. sportivi: Phillip Cortes, Volodymyr Starčyk, Maurizio Giorgini                                                   |
| 2015 | AMO    | Amore & Vita-Selle SMP                        | CT    | MCipollini      | Manager: Cristian Fanini Dir. sportivi: Maurizio Giorgini, Phillip Cortes, Francesco Frassi, Volodymyr Starčyk, Aldo Zini                      |
| 2016 | AMO    | Amore & Vita-Selle SMP                        | CT    | MCipollini      | Manager: Cristian Fanini Dir. sportivi: Francesco Frassi, Maurizio Giorgini, Volodymyr Starčyk                                                 |
| 2017 | AMO    | Amore & Vita-Selle SMP presented by Fondriest | CT    | Fondriest       | Manager: Cristian Fanini Dir. sportivi: Francesco Frassi, Marco Andreini, Maurizio Giorgini, Volodymyr Starčyk                                 |
| 2018 | AMO    | Amore & Vita-Prodir                           | CT    | Argon 18        | Manager: Cristian Fanini Dir. sportivi: Francesco Frassi, Maurizio Giorgini, Roberto Marchetti                                                 |
| 2019 | AMO    | Amore & Vita-Prodir                           | CT    | Jorbi           | Manager: Cristian Fanini Dir. sportivi: Volodymyr Starčyk, Toms Flaksis, Maurizio Giorgini, Roberto Marchetti, Linards Veide, Marco Zamparella |
| 2020 | AMO    | Amore & Vita-Prodir                           | CT    | Jorbi           | Manager: Cristian Fanini Dir. sportivi: Volodymyr Starčyk, Alessio Di Basco, Maurizio Giorgini, Marco Zamparella                               |
| 2021 | AMO    | Amore & Vita                                  | CT    | Jorbi           | Manager: Cristian Fanini Dir. sportivi: Volodymyr Starčyk, Alessio Di Basco, Maurizio Giorgini, Marco Zamparella                               |
| 2022 | -      | Team Amore & Vita-Kibag-Obor                  | -     | Cycles De Santi | Manager: Cristian Fanini Dir. sportivi: Reto Winter, Jean-Jacques Loup, Mike Renfer                                                            |

### Classifiche UCI
Aggiornato al 12 febbraio 2018.
| Anno | Classifica        | Pos. | Migliore cl. individuale    |
| ---- | ----------------- | ---- | --------------------------- |
| 1995 | World Rankings    | 29º  | Alessio Di Basco (154º)     |
| 1996 | World Rankings    | 24º  | Marco Vergnani (145º)       |
| 1997 | World Rankings    | 27º  | Glenn Magnusson (73º)       |
| 1998 | World Rankings    | 27º  | Cristian Gasperoni (131º)   |
| 1999 | World Rank. GSII  | 27º  | Maurizio De Pasquale (441º) |
| 2001 | World Rank. GSII  | 33º  | Faat Zakirov (364º)         |
| 2002 | World Rank. GSII  | 21º  | Seweryn Kohut (441º)        |
| 2003 | World Rank. GSIII | 15º  | Kjell Carlström (518º)      |
| 2004 | World Rank. GSIII | 3º   | Kjell Carlström (317º)      |
| 2005 | Europe T.         | 27º  | Jonas Ljungblad (34º)       |
| 2005 | America T.        | 23º  | Domenico Passuello (238º)   |
| 2006 | Europe T.         | 44º  | Dainius Kairelis (178º)     |
| 2006 | Oceania T.        | 16º  | Dainius Kairelis (35º)      |
| 2007 | Europe T.         | 76º  | Dainius Kairelis (150º)     |
| 2007 | Africa T.         | 6º   | Aleksej Bauer (36º)         |
| 2008 | Europe T.         | 79º  | Vladislav Borisov (496º)    |
| 2008 | Africa T.         | 11º  | Sławomir Kohut (50º)        |
| 2008 | America T.        | 16º  | Jurij Metlušenko (23º)      |
| 2008 | Asia T.           | 46º  | Shaun Davel (176º)          |
| 2009 | Europe T.         | 53º  | Volodymyr Starčyk (51º)     |
| 2009 | America T.        | 10º  | Volodymyr Starčyk (47º)     |
| 2009 | Asia T.           | 26º  | Jurij Metlušenko (57º)      |
| 2010 | Europe T.         | 68º  | Vladislav Borisov (201º)    |
| 2010 | America T.        | 18º  | Bernardo Colex (143º)       |
| 2010 | Asia T.           | 17º  | Jurij Metlušenko (24º)      |
| 2011 | Europe T.         | 92º  | Niv Libner (372º)           |
| 2011 | Africa T.         | 6º   | Volodymyr Bileka (34º)      |
| 2011 | America T.        | 18º  | Bernardo Colex (39º)        |
| 2011 | Asia T.           | 19º  | Jurij Metluŝenko (26º)      |
| 2012 | Europe T.         | 109º | Jarosław Dombrowski (730º)  |
| 2012 | Asia T.           | 40º  | Maksym Averin (112º)        |
| 2013 | Europe T.         | 106º | Mihkel Räim (525º)          |
| 2013 | Asia T.           | 45º  | Hossein Alizadeh (82º)      |
| 2014 | Europe T.         | 106º | Mattia Gavazzi (569º)       |
| 2014 | America T.        | 34º  | Uri Martins (242º)          |
| 2014 | Asia T.           | 24º  | Mattia Gavazzi (26º)        |
| 2015 | Europe T.         | 94º  | Mattia Gavazzi (329º)       |
| 2015 | America T.        | 29º  | Uri Martins (133º)          |
| 2015 | Asia T.           | 10º  | Mattia Gavazzi (5º)         |
| 2016 | Europe T.         | 61º  | Marco Zamparella (429º)     |
| 2016 | Africa T.         | 18º  | Eugenio Bani (124º)         |
| 2016 | America T.        | 28º  | Redi Halilaj (205º)         |
| 2016 | Asia T.           | 49º  | Paolo Lunardon (117º)       |
| 2017 | Europe T.         | 59º  | Marco Zamparella (332º)     |
| 2017 | Africa T.         | 14º  | Pierpaolo Ficara (57º)      |
| 2017 | America T.        | 40º  | Pierpaolo Ficara (170º)     |
| 2017 | Asia T.           | 61º  | Marlen Zmorka (120º)        |

## Palmarès
Aggiornato al 31 dicembre 2021.

### Grandi Giri
- Giro d'Italia

Partecipazioni: 9 (1990, 1991, 1992, 1993, 1994, 1995, 1996, 1997, 1998)
Vittorie di tappa: 5
1990: 1 (Convalle)
1996: 2 (Magnusson, Bo Larsen)
1997: 1 (Magnusson)
1998: 1 (Magnusson)
Vittorie finali: 0
Altre classifiche: 0
- Tour de France

Partecipazioni:0
- Vuelta a España

Partecipazioni: 1 (1994)
Vittorie di tappa: 2
1994: 2 (Di Basco, Calcaterra)
Vittorie finali: 0
Altre classifiche: 0

### Campionati nazionali
- Campionati albanesi: 1

In linea: 2015 (Redi Halilaj)
- Campionati bielorussi: 1

In linea: 2005 (Aljaksandr Kučynski)
- Campionati danesi: 1

In linea: 1997 (Nicolaj Bo Larsen)
- Campionati finlandesi: 1

In linea: 2004 (Kjell Carlström)
- Campionati israeliani: 2

In linea: 2011, 2014 (Niv Libner)
- Campionati italiani: 1

Cronometro: 1997 (Dario Andriotto)
- Campionati lettoni: 2

In linea: 2020 (Viesturs Lukševics)
Cronometro U23: 2019 (Ēriks Toms Gavars)
- Campionati lituani: 1

In linea: 2006 (Dainius Kairelis)
- Campionati messicani: 1

Cronometro: 2011 (Bernardo Colex)
- Campionati polacchi: 2

In linea: 2004 (Marek Wesoły)
- Campionati slovacchi: 1

In linea: 2010 (Jakub Novák)
- Campionati svedesi: 2

In linea: 1995 (Glenn Magnusson); 2005 (Jonas Ljungblad)
- Campionati ucraini: 1

In linea: 2009 (Volodymyr Starčyk)
- Campionati ungheresi: 1

In linea: 2002 (Balázs Rothmer)